# Дымов, Георгий Степанович
Георгий Степанович Ды́мов (1930 — 1989) — бригадир комплексной бригады строительного управления «Горстрой» треста «Запорожгражданстрой», Герой Социалистического Труда.

## Биография
Родился в 1930 году в селе Коларовка Приморского района Запорожской области (Украинская ССР) в крестьянской семье. Болгарин по национальности. Член КПСС с 1957 года. В 1941—1943 годах находился на временно оккупированной территории. После освобождения района от немецко-фашистских захватчиков работал в колхозе имени Коларова. В 1946 году поступил в школу фабрично-заводского обучения в городе Бердянск. После её окончания работал каменщиком на восстановлении промышленных объектов Запорожья.
В 1955 году назначен бригадиром комплексной бригады каменщиков треста «Запорожстрой». С 1967 года — возглавлял бригаду треста «Запорожгражданстрой».
Указом Президиума Верховного Совета СССР от 7 апреля 1971 года «за выдающиеся успехи в выполнении заданий пятилетнего плана по строительству и вводу в действие производственных мощностей, жилых домов и объектов культурно-бытового назначения» Дымову Георгию Степановичу присвоено звание Героя Социалистического Труда с вручением ордена Ленина и золотой медали «Серп и Молот».
Делегат 25-го съезда Компартии Украины. В течение 20 лет был членом бюро Орджоникидзевского райкома КПСС.
Умер в 1989 году. Похоронен в Запорожье на Первомайском кладбище.

## Награды и звания
- Медаль «Серп и молот»
- Орден Ленина
- медали
- Почётный строитель Украины (1963 год)
- Почётный гражданин города Запорожье (1982)